# Санту-Антониу-ду-Палма
Санту-Антониу-ду-Палма (порт. Santo Antônio do Palma)  —  муниципалитет в Бразилии, входит в штат Риу-Гранди-ду-Сул. Составная часть мезорегиона Северо-запад штата Риу-Гранди-ду-Сул. Входит в экономико-статистический  микрорегион Пасу-Фунду. Население составляет 2163 человека на 2006 год. Занимает площадь 126,095 км². Плотность населения — 17,2 чел./км².

## История
Город основан 20 марта 1992 года. 

## Статистика
- Валовой внутренний продукт на 2003 составляет 25.996.453,00 реалов (данные: Бразильский институт географии и статистики).
- Валовой внутренний продукт на душу населения на 2003 составляет 11.908,59 реалов (данные: Бразильский институт географии и статистики).
- Индекс развития человеческого потенциала на 2000 составляет 0,793 (данные: Программа развития ООН).